# Макошіча Отувахе (Південна Дакота)
Інтіріор (англ. Interior) Макошіча Отувахе (лакота Makȟóšiča otȟúŋwahe) — місто (англ. town) в США, в окрузі Джексон штату Південна Дакота. Населення — 65 осіб (2020).

## Географія
Інтіріор розташований за координатами 43°43′38″ пн. ш. 101°59′0″ зх. д. / 43.72722° пн. ш. 101.98333° зх. д. (43.727274, -101.983298).  За даними Бюро перепису населення США в 2010 році місто мало площу 3,48 км², з яких 3,47 км² — суходіл та 0,01 км² — водойми.

## Демографія
Згідно з переписом 2010 року, у місті мешкали 94 особи в 40 домогосподарствах у складі 24 родин. Густота населення становила 27 осіб/км².  Було 55 помешкань (16/км²).
Расовий склад населення:
| - 70,2 % — білих - 19,1 % — корінних американців |

До двох чи більше рас належало 10,6 %. Частка іспаномовних становила 0,0 % від усіх жителів.
За віковим діапазоном населення розподілялося таким чином: 24,5 % — особи молодші 18 років, 62,7 % — особи у віці 18—64 років, 12,8 % — особи у віці 65 років та старші. Медіана віку мешканця становила 41,5 року. На 100 осіб жіночої статі у місті припадало 88,0 чоловіків;  на 100 жінок у віці від 18 років та старших — 91,9 чоловіків також старших 18 років.
Середній дохід на одне домашнє господарство  становив 46 420 доларів США (медіана — 43 500), а середній дохід на одну сім'ю — 43 835 доларів (медіана — 43 250). 
Цивільне працевлаштоване населення становило 23 особи. Основні галузі зайнятості: мистецтво, розваги та відпочинок — 52,2 %, освіта, охорона здоров'я та соціальна допомога — 26,1 %, виробництво — 13,0 %, роздрібна торгівля — 8,7 %.